# 신트리로
신트리로(Sinteuri-ro)는 인천광역시 부평구 부평동에 있는 도로로, 총 연장은 739m이다. 이름이 유래된 것은 새로 터전이 된 마을이란 의미인 신트리(新基里)에서 유래되었다.

## 역사
- 2009년 10월 19일 : 도로명으로 신트리로를 고시

## 주요 경유지
- 부평구
  - 부평4동

## 접촉하는 도로
- 부평대로
- 주부토로

## 주요 건물 및 시설
- 인천광역시북구도서관 (신트리로 21/부평동 880)
- 세종빌라 (신트리로 54/부평동 899-2)

## 같이 보기
- 신트리공원